# Hydrochasma crenulum
Hydrochasma crenulum  (лат.) — вид мух-береговушек рода Hydrochasma из подсемейства Gymnomyzinae (Ephydridae). Встречаются в Южной Америке: эндемик Перу.

## Описание
Мелкие двукрылые насекомые, длина от 1,25 до 1,90 мм; светло-коричневого цвета (усики тёмно-серые; мезоплеврон желтовато-коричневый). Щеки широкие. Максиллярные щупальцы апикально жёлтые. Глаза субокруглые, крупные, расширенные книзу. На лице один ряд латеральных щетинок; фронто-орбитальные сеты на лбу отсутствуют. Усиковые бороздки резко отграничены с вентральной стороны. Нотоплеврон груди покрыт микросетами в дополнение к двум крупным щетинкам. Супрааларные пре- и постшовные щетинки, а также акростихальные сеты хорошо развиты. Латеральные части брюшка со светлыми участками (беловато-серыми). Крылья прозрачные, блестящие. Вид был впервые описан в 2013 году американским диптерологом Вейном Мэтисом (Wayne N. Mathis; Department of Entomology, Smithsonian Institution, Washington, D.C., США) и польским энтомологом Тадеушем Затварницким (Tadeusz Zatwarnicki, Department of Biosystematics, Opole University, Ополе, Польша). Отличается от всех видов своего рода выемкой на эпандриуме (Hydrochasma faciale group).